# Victoria Guerrero Misas
Victoria Guerrero (Jerez de la Frontera, 1989) es una pianista española especializada en Lied o "canción de concierto".
Ha sido distinguida como mejor pianista acompañante en los certámenes Internationaler Wettbewerb für Liedkunst Stuttgart (2022), Das Lied International Song Competition (2017) de Heidelberg y “Paula-Salomon-Lindberg-Liedwettbewerbs” (2015) en la Universidad de las Artes de Berlín.
Actualmente trabaja como pianista acompañante en la Universität Mozarteum en Salzburgo.

## Discografía
- petite MORT. Lieder de Berg, Fauré, Barber, Korngold, Poulenc y Turina con la soprano Natalia Labourdette (Genuin Classics; 2022) OCLC 1340410379[6]